# 浮気なハニーパイ
「浮気なハニーパイ」（うわきなハニーパイ）は、2003年7月24日にzetima（現・UP-FRONT WORKS zetimaレーベル）から発売されたカントリー娘。に紺野と藤本（モーニング娘。）の1stシングル。

## 解説
カントリー娘。としては、9作目になるシングル。このシングルよりプロデュースがこれまでの田中義剛からつんく♂に変更された。
本作から石川梨華に代わり、紺野あさ美と藤本美貴（いずれも当時のモーニング娘。メンバー）をフィーチャリングしている。また、みうな（2003年4月27日加入）が新たに参加した。

## 収録曲
全作詞・作曲：つんく
1. 浮気なハニーパイ
編曲：守尾崇
2. 恋がステキな季節 (2003 Version)
編曲：高橋諭一
3. 浮気なハニーパイ (Instrumental)

## 参加ミュージシャン
浮気なハニーパイ
- プログラミング：守尾崇
- ギター：鈴木俊介
- コーラス：カントリー娘。に紺野と藤本（モーニング娘。）・つんく
- ラップ：つんく

恋がステキな季節 (2003 Version)
- プログラミング&ギター&コーラス：高橋諭一
- ドラム：オグ
- ベース：ヒロキ
- コーラス：あさみ・紺野あさ美・新堂敦士

## カバー
- カントリー・ガールズ - ベストアルバム『カントリー・ガールズ大全集①』（2019年12月4日発売）に収録。
- SAKA-SAMA - トリビュートアルバム『シューティング スター』（2024年11月11日発売）に収録。